# ゴッズ湖
ゴッズ湖はカナダのマニトバ州にある湖。
面積1151平方キロメートルで州内では7番目の大きさ。湖岸の長さは474㎞。トンプソンの東およそ280㎞に位置する。北部から、ハドソン湾へ注ぐヘイズ川の支流ゴッズ川が流れ出している。南にはアイランド湖があり、そこからの水もゴッズ湖に注ぐ。

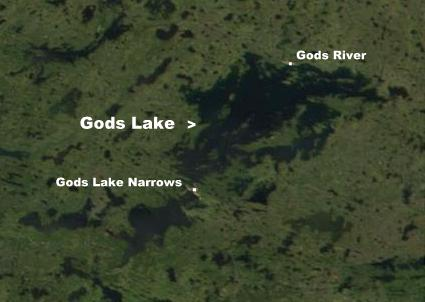
ゴッズ湖とゴッズレイクナロウズ、ゴッズリバーの位置

ファースト・ネーションのコミュニティ、ゴッズレイクナロウズ、ゴッズレイク、ゴッズリバーが湖の周囲にある。ゴッズレイクナロウズは湖南部の狭隘部にある島やその両岸に、ゴッズレイクは湖北部ゴッズ川が流れ出す場所にある。